# Apsiou
Apsiou (griechisch Αψιού) ist eine Gemeinde im Bezirk Limassol in der Republik Zypern. Bei der Volkszählung im Jahr 2021 hatte sie 252 Einwohner.

## Lage und Umgebung

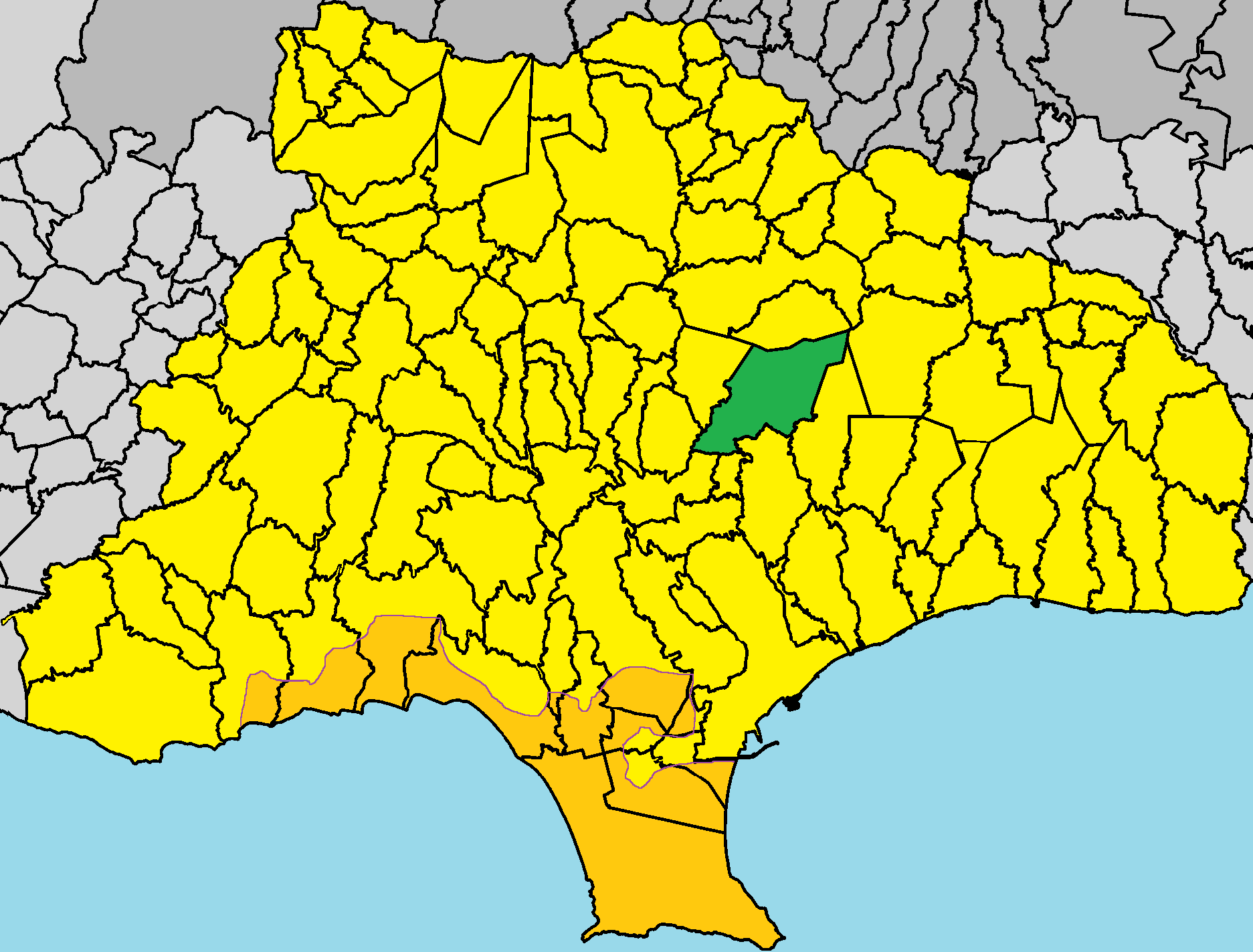
Lage im Bezirk Limassol

Apsiou liegt im Süden der Mittelmeerinsel Zypern auf einer Höhe von etwa 395 Metern, etwa 20 Kilometer nördlich von Limassol. Hier gibt es eine Vielzahl von Gesteinen, die das geologische Interesse verschiedener Wissenschaftler wecken. Das etwa 20,7 Quadratkilometer große Dorf grenzt im Süden an Fasoula und Spitali, im Südwesten an Paramytha, im Westen an Apesia und Gerasa, im Norden an Louvaras und im Osten an Dierona und Mathikoloni.

## Geschichte
In der Gegend befanden sich die ältesten Bergwerke und Steinbrüche, die heute nicht mehr in Betrieb sind. Es gab eine Eisenpyritmine (1934–1954) und eine Kupferkiesmine. Es gab einen Steinbruch, um Erde für die Herstellung von Fliesen und Ziegeln zu gewinnen, und einen Steinbruch, um Erde für die Herstellung von Tellern und Töpferwaren zu gewinnen.

### Bevölkerungsentwicklung
| Jahr      | 1881 | 1891 | 1901 | 1911 | 1921 | 1931 | 1946 | 1960 | 1976 | 1982 | 1992 | 2001 | 2011 | 2021 |
| Einwohner | 183  | 213  | 220  | 239  | 262  | 244  | 313  | 293  | 288  | 212  | 185  | 191  | 208  | 252  |